# Great Pond (Američki Djevičanski otoci)
Great Pond je slana obalna laguna površine 50 ha  jugoistočnoj obali otoka Saint Croix na Američkim Djevičanskim otocima.

## Opis
Laguna je s južne strane odvojena od zaljeva Great Pond obraslom pregradom  dugom oko 1100 metara i maksimalne širine 105 m. S morem je spojena uskim kanalom u svom jugoistočnom kutu. Rub lagune prekriven je crnim mangrovama, a kada je razina vode niska, izložena su prostrana blatna polja. Salinitet vode u laguni varira između 20 i 40 promila, ovisno o oborinama i otjecanju podzemne vode u slijevu koji je površine 470 ha. U porječju lagune, uglavnom na njenoj sjeveroistočnoj strani, nalazi se malo naselje od oko 100 kuća.

## Važno područje za ptice
BirdLife International je područje od 64 hektara, koje obuhvaća lagunu i njezino neposredno močvarno okruženje, prepoznao kao važno područje za ptice (IBA) jer podržava populacije bjelokapi goluba (Patagioenas leucocephala), maloantilskih kolibrićaEulampis holosericeus), zelenokrestih kolibrića (Orthorhyncus cristatus) i karipskih elenija (Elaenia martinica) kao i kolonija američkih malih čigri (Sternula antillarum).